# Pavol Žiška
Pavol Žiška, též Pavel Žiška (1. června 1879 Skalica – 17. září 1947 Skalica), byl slovenský a československý římskokatolický kněz, politik a meziválečný senátor Národního shromáždění ČSR za Československou stranu lidovou.

## Biografie
V letech 1898–1903 studoval jako chovanec Pazmánea teologii ve Vídni, roku 1903 byl vysvěcen na kněze a poté působil jako duchovní na řadě míst na území dnešního Slovenska, ale i Maďarska, kam byl za trest kvůli svým vlasteneckým projevům přeložen. V období let 1906–1914 byl činný ve Svatém Ondřeji (Szentendre) u Budapešti a v letech 1914–1918 v Budapešti, kde se duchovně staral o slovenskou komunitu. Po skončení 1. světové války se vrátil do ČSR a od roku 1918 pracoval dvacet let jako profesor náboženství na gymnáziu v Trnavě. Od mládí byl politicky aktivní; nejprve v řadách Slovenské ludové strany, s níž se však po válce rozešel, a poté v nově založené ČSL na Slovensku.
Působil jako katolický kněz, pedagog, redaktor, překladatel a publicista. V Trnavě učil na místním gymnáziu, byl členem výboru Spolku svatého Vojtěcha. Spoluzakládal místní odbor Matice slovenské.
V parlamentních volbách v roce 1929 získal za Československou stranu lidovou, která na Slovensku od poloviny 20. let působila jako samostatná organizace jinak převážně českých lidovců coby konkurence slovenských ľudáků z HSĽS, senátorské křeslo v Národním shromáždění. Mandát obhájil v parlamentních volbách v roce 1935. V senátu setrval do jeho zrušení roku 1939, přičemž krátce předtím, v prosinci 1938, ještě přestoupil do klubu Hlinkova slovenská ľudova strana – Strana slovenskej národnej jednoty, do které se spojily všechny slovenské nesocialistické strany.
Povoláním byl profesorem náboženství v Trnavě.
Zasloužil se o postavení četných pomníků (například Milana Rastislava Štefánika v Trnavě 1924), byl autorem cestopisných črt z Polska a mnoha knih s náboženskou tematikou. Vydal dvě učebnice náboženství pro slovenské studenty (Vierouka pro vyššie triedy stredných škol a Učebnica náboženstva katolíckého pre vyššie triedy stredných škol). Po zániku ČSR se stáhl z veřejného života.